# Umberto Grano
Umberto Grano, né le 13 avril 1940 à Venise et mort le 14 octobre 2024, est un pilote automobile italien, sur voitures de tourisme en circuits.

## Biographie

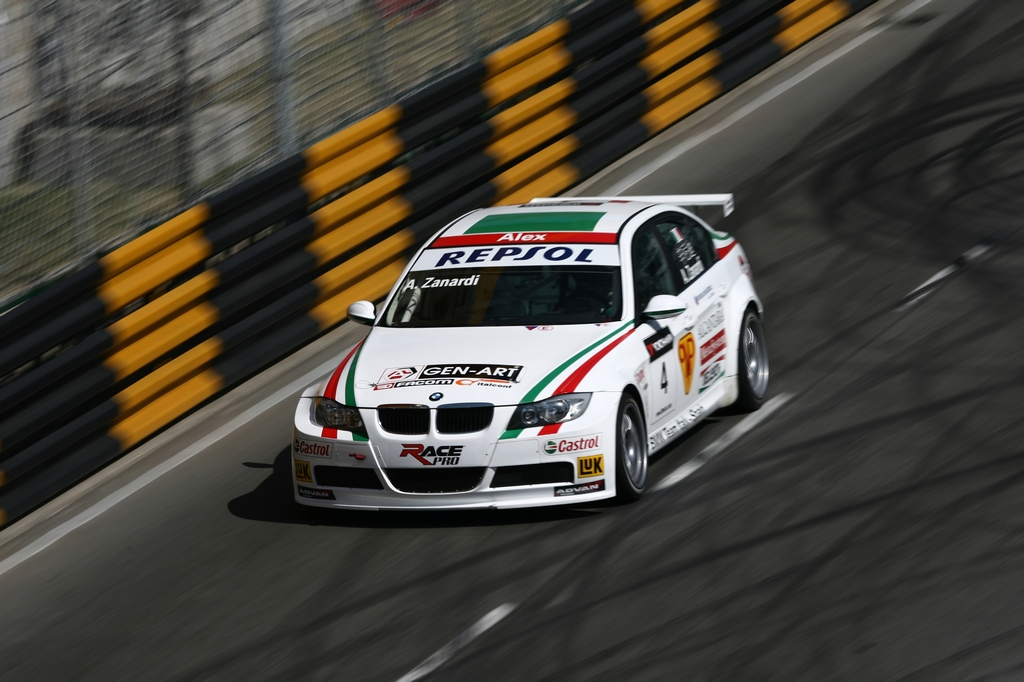
Zanardi à Macao sur BMW 320si du ROAL Motorsport team (2008).

Sa carrière en compétition automobile s'étale sur une vingtaine d'années, pour près de 170 courses entre 1967 (première épreuve lors des 4 Heures de Monza, sur Abarth 1L.) et 1986, sur Fiat jusqu'en 1973, puis Ford (1974 à 1976), et enfin BMW (à partir de 1976), constructeur avec lequel il obtient la majorité de ses succès, dès 1977.
Il remporte près d'une trentaine de victoires -pour une cinquantaine de podiums- en carrière (majoritairement en championnat continental de Touring Cars), et notamment le RAC Tourist Trophy en 1980.
Entre 2005 et 2007, lui (comme chef de projet) et Roberto Ravaglia (comme chef d'équipe, également vénitien et instigateur avec Aldo Preo du ROAL Motorsport (en) ex-Ravaglia Motorsport) ont dirigé le BMW Team Italy-Spain (avec essentiellement Alex Zanardi durant les trois saisons, 4 victoires) qui a participé avec les BMW Team Germany et BMW Team UK à la conquête des titres mondiaux constructeur de BMW en WTCC.

### Titres personnels
- Championnat d'Europe FIA des voitures de tourisme, en 1978 (sur BMW 3.0 CSL, avec le Luigi team - BMW Italia), 1981 (sur BMW 635CSi, avec l'Eggenberger Racing team -  BMW Italia) et 1982 (sur BMW 528i, même équipe suisse)[3];
  - 3e du Championnat d'Europe FIA des voitures de tourisme, en 1980 et 1983.